# The Chattel
The Chattel è un film muto del 1916 diretto da Frederick A. Thomson (come Fred Thomson).

## Trama
Un finanziere decide di sposarsi con una giovane il cui padre è rovinato. Lui, con i suoi modi spicci e dittatoriali, paga i debiti del padre, ottenendo in questo modo l'assenso della ragazza. Ma il matrimonio si rivela infelice per gli atteggiamenti dell'uomo che, sia nella vita che negli affari, si comporta senza pietà, usando sempre il pugno di ferro. La moglie, ridotta ad odiarlo, fugge da casa; lui, alla fine, si rende conto che se vorrà una vita diversa e felice, dovrà trovare in sé la forza di cambiare.

## Produzione
Il film fu prodotto dalla Vitagraph Company of America.

## Distribuzione
Distribuito dalla V-L-S-E, il film uscì nelle sale cinematografiche statunitensi il 24 settembre 1916.